# Златоустовский металлургический завод
Златоу́стовский металлурги́ческий заво́д — российский металлургический завод в городе Златоуст Челябинской области. Один из старейших заводов Южного Урала.

## История
Первоначально Златоустовский чугуноплавильный и железоделательный завод был построен в 1754 году компанией тульских купцов и заводчиков Мосоловых на реке Ай у горы Косотур на купленной у башкир земле. Контракт Мосоловых с Оренбургской канцелярией на постройку завода был подписан 20 ноября 1751 года, весной 1754 года началось строительство под руководством Ивана Меньшого Мосолова. 31 августа 1754 года был издан указ Берг-коллегии с разрешением на строительство. Завод получил название Златоустовского из-за намерений владельцев построить в заводском посёлке церковь во имя Св. Иоанна Златоуста (была построена в 1865 году). Завод был главным среди предприятий Златоустовского горного округа.
Строительство завода шло очень медленно, а после споров между владельцами вообще было остановлено. К октябрю 1759 года были построены только кузница, меховая, плотничий сарай, избы для мастеровых, а также наполовину возведена плотина. В 1760 году завод перешёл во владение М. П. Мосолова, который закончил строительство за счёт привезённых из Подмосковья крепостных в 1761 году запустил завод в эксплуатацию. 14 августа 1761 года была задута доменная печь, 1 сентября было выпущено первое железо. В первые месяцы работы на заводе действовали одна доменная печь, 4 горна и 2 кричных молота. В 1764 году вошла в строй вторая домна, были запущены 5 молотов и 2 медеплавильные печи. Производительность доменной печи составляла 126 пудов чугуна в сутки.
Земляная плотина, перекрывавшая реку Ай между горами Косотур и Уреньга, имела длину в основании 209,1 м, вверху 266,7 м, ширину в основании 38,4 м, вверху 32,7 м, высоту 8,5 м. В теле плотины имелся один прорез для обеспечения работы доменного цеха и два для остальных цехов.
В 1769 году завод был продан Л. И. Лугинину, под руководством которого были реконструированы обе доменные печи и построены 6 медеплавильных печей и 20 молотов, а плотина поднята на 3,2 м. Также были построены 3 молотовые фабрики, плющильная фабрика с 4 станами, медеплавильная и резная фабрики. Таким образом, Лугинин организовал полный цикл металлургического производства — от руды до готовой продукции. В 1773 году объёмы производства составили 140 тыс. пудов чугуна, 1885 пудов меди, 90 тыс. пудов железа.
5 декабря 1773 года на заводские рудники напал отряд башкир, в результате чего 6 декабря завод был остановлен. 23 декабря 1773 года 250 рабочих завода примкнули к отрядам пугачёвцев. 31 мая 1774 года в посёлок вступили основные силы восставших во главе с Е. И. Пугачевым, которые сожгли заводские постройки и спустили воду из пруда. После подавления восстания Л. И. Лугинину понадобилось 1,5 года на восстановление завода. В декабре 1775 года возобновилась выковка железа, в феврале 1776 года запущены доменные печи.
В 1763—73 годах завод также выплавлял медь со среднегодовой производительностью 1,5 тыс. пудов. Медное производство было ликвидировано из-за недостатка гидравлической энергии для обеспечения одновременной работы железоделательного и медеплавильного производств. Всего за 10 лет завод выплавил 15 890 пудов меди.
В 1797 году внуки Л. И. Лугинина Иван и Николай Максимовичи Лугинины из-за долгов передали заводы округа в аренду московскому купцу А. А. Кнауфу, а в 1799 году продали их Государственному ассигнационному банку. В 1801 году заводы вновь были переданы в аренду А. А. Кнауфу, а 3 октября 1811 года переданы в казну. В этом же году Златоустовские заводы были объединены в Златоустовский горный округ, первым управляющим которого был назначен М. И. Кляйнер.
9 апреля 1809 года Кнауф заключил контракт с Александром фон Эверсманом, который должен был найти и обеспечить завод немецкими специалистами-металлургами и организовать производство дефицитных стальных инструментов и бытовых изделий. Эверсман настаивал на приглашении в Златоуст оружейников из Золингена Петера Вейерсберга и Иоганна Вильгельма Шмидта, обращался за согласованием через Дерябина А. Ф. и министра финансов Гурьева Д. А. к Александру I. Кляйнер был против этого, ссылаясь на то, что в Златоусте к тому времени уже работали приглашённые из Золингена оружейники, но русские мастера показывали лучшие результаты. Эверсман всё-таки смог добиться согласования выписки немецких специалистов, несмотря на все имевшиеся возражения и дороговизну наёмного иностранного труда. 4 июня 1813 года Эверсман был командирован для заключения контрактов с оружейниками, а в 1814 году 130 человек из Золингена были доставлены в Санкт-Петербург, а затем отправились на Урал. Таким образом, количество немецких переселенцев на Златоустовском заводе достигло 182 человек (с семьями).
Договор с немецким оружейником заключался на 5-летний срок и мог быть продлён только по желанию самого мастера. В сумму договора входила компенсация переезда в Россию и обратно после окончания контракта, бесплатное жильё, бесплатное лечение всех членов семьи и обучение детей. Размер годового жалованья зависел от квалификации мастера и составлял 1—2,5 тыс. рублей, что было примерно в 10 раз больше годовой зарплаты русских мастеров и намного больше зарплаты оружейников в Золингене. Дополнительно в размере 500 рублей в год оплачивалось обучение русского ученика. В итоге реальная зарплата немецкого специалиста была больше, чем у заводского начальства. Кроме того, по договору в случае смерти оружейника его семья получала пенсию в размере половины его заработка, причём выплаты сохранялись даже в том случае, если вдова вновь выходила замуж. Мастера и их дети освобождались от рекрутской повинности и всех налогов. Наиболее ценные специалисты индивидуально договаривались о дополнительных подарках в виде двух коров и лошади, а также прислуги.
В 1808 году в одной версте от плотины Златоустовского завода ниже по течению был построен вспомогательный Златоустовский нижний (Нижнезлатоустовский) завод, занимавшийся переделом чугуна, произведённого на основном заводе. Вся произведенная вспомогательным заводом продукция указывалась в отчётах как совместная. В 1922 году плотина Нижнезлатоустовского завода была разобрана и пруд спущен.
В 1811 году был разработан проект строительства фабрики по производству холодного оружия при Златоустовском заводе. Фабрика строилась менее 2-х лет и была запущена в конце 1815 года.

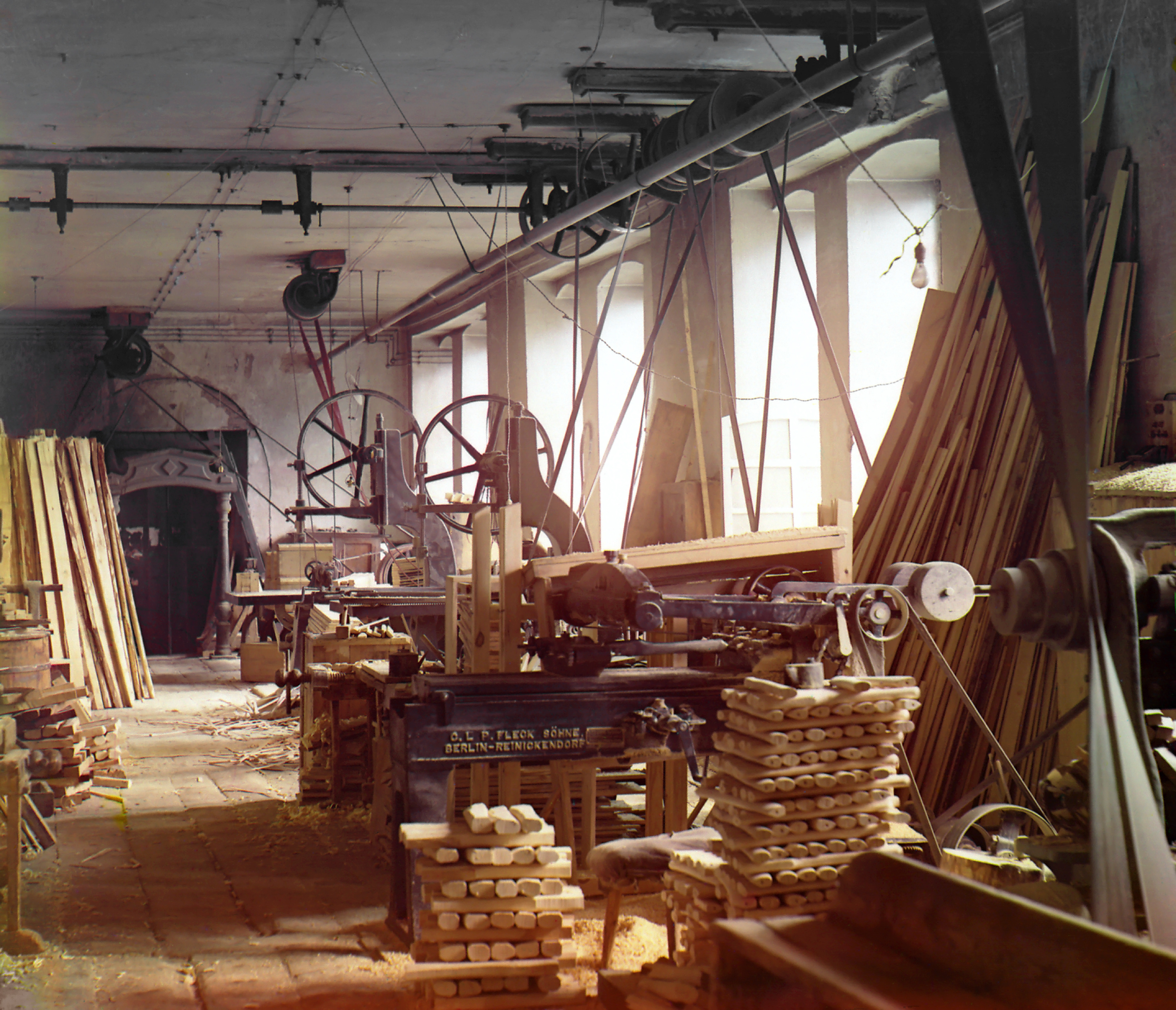
Цех по производству ножен на оружейной фабрике, 1910 год

С 1817 по 1847 год на заводе прошёл путь от практиканта до смотрителя и директора (с 1824 года) оружейной фабрики П. П. Аносов, в 1831—1847 годы занимавший должность горного начальника Златоустовского горного округа.
В конце 1850 — начале 1860-х годов на заводе осваивалось производство литой тигельной стали и изготовление из неё стальных артиллерийских орудий. В 1857—59 годах по проекту П. М. Обухова была построена Князе-Михайловская пушечная фабрика, закрывшаяся в 1867 году.
В 1881 году была построена первая мартеновская печь ёмкостью в 5 т с кислым подом, в 1884 году — вторая в 5 т с основным подом, в 1890 году — третья в 8 т с основным подом. В 1895 году ёмкость печей с основным подом была увеличена до 10 т.
С постройкой Самаро-Златоустовской железной дороги руда Бакальского рудника с 1893 года (по другим данным — с 1895 года) доставлялась уже по железной дороге через станцию Бердяуш.
Подготовительные работы к строительству новой домны начались в 1899 году, 28 июля 1900 года печь была заложена, а 22 мая 1902 года была задута. Печь назвали Ермоловской в честь министра земледелия и госимущества А. С. Ермолова. Новая домна дала начало так называемому Ново-Златоустовскому (Ермоловскому) заводу, расположенному в 3 верстах ниже старого завода по течению реки Ай.

## Направления деятельности
В 1930-е годы завод стал специализироваться на выпуске спецсталей, в годы Великой Отечественной войны был единственным предприятием на территории, не занятой противником, который производил подшипниковые и другие спецстали.
С 1993 года предприятие носило название ОАО «Златоустовский металлургический завод».
В период с 2001 по 2003 годы назывался «Златоустовский металлургический комбинат». В 2009—2010 годы закрыли цеха мартен и ЭСПЦ 1, а в цехах ЭСПЦ 2 и 3 сократили плавильные печи, тем самым завод перестал изготавливать сталь для собственного существования. В 2011 году в цехе Прокатный 1 была проведена новая линия с установкой станков 1957 года выпуска. Это была последняя модернизация завода. 
В 2013 году завод прошёл процедуру банкротства и был преобразован в Златоустовский электрометаллургический завод (сначала в форме общества с ограниченной ответственностью, а 17 октября 2016 года оно было преобразовано в акционерное общество «Златоустовский электрометаллургический завод». С 2014 по 2017 годы для повышения энергоэффективности и обеспечения бесперебойного снабжения тепловой энергией цехов и подразделений предприятия на заводе были построены 7 мини-котельных (6 водогрейных и одна паровая).
В 2019 году вновь изменена организационно-правовая форма и создано общество с ограниченной ответственностью «Златоустовский металлургический завод» (ООО «ЗМЗ»).